# Puncturella trifolium
Puncturella trifolium är en snäckart som beskrevs av Dall 1881. Puncturella trifolium ingår i släktet Puncturella och familjen nyckelhålssnäckor. Inga underarter finns listade i Catalogue of Life.